# كريستوف بريوس
كريستوف بريوس (بالألمانية: Christoph Preuß)‏ هو لاعب كرة قدم ألماني في مركز قلب الدفاع، ولد في 4 يوليو 1981 في غيسن في ألمانيا. شارك مع منتخب ألمانيا تحت 21 سنة لكرة القدم. أما مع النوادي، فقد لعب مع آينتراخت فرانكفورت وباير 04 ليفركوزن ونادي بوخوم.

## وصلات خارجية
- كريستوف بريوس على موقع قاعدة بيانات كرة القدم.إي يو (الإنجليزية)
- كريستوف بريوس على موقع بيانات كرة القدم. دي إي (الألمانية)
- كريستوف بريوس على موقع عالم كرة القدم.نت (الإنجليزية)